# Athetis fraus
Athetis fraus is een vlinder uit de familie uilen (Noctuidae). De wetenschappelijke naam van deze soort is voor het eerst geldig gepubliceerd in 2000 door Krüger.
De soort komt voor in tropisch Afrika.